# Waspán
Waspán är en kommun (municipio) i Nicaragua med 57 320 invånare (2012). Den ligger i den nordöstra delen av landet i Región Autónoma de la Costa Caribe Norte, vid gränsen mot Honduras. Majoriteten av befolkningen är miskitoindianer.

## Geografi
Waspán är den till ytan största kommunen i Nicaragua. Den gränsar till kommunerna Puerto Cabezas, Rosita och  Bonanza i söder, till kommunen San José de Bocay i väster, till grannlandet Honduras i norr, samt till Karibiska havet i öster. Befolkningen är i stark tillväxt och har ökat från 47 231 invånare år 2005 till 57 320  invånare år 2012. Kommunens centralort Waspán, med 5 399 invånare (2005), ligger på södra stranden av floden Río Coco precis vid gränsen mot Honduras.

## Historia
Waspán är den kommun i Nicaragua som först besöktes av européer, den 12 september 1502, då Kristoffer Kolumbus under sin fjärde resa besökte och namngav Cabo Gracias a Dios, som ligger i kommunens nordöstligaste hörn. Kommunen grundades 1956.

## Transporter
Waspán är den nordliga slutdestinationen på en 130 kilometer låg väg som är farbar under torrtiden till och från Bilwi på den Karribiska kusten. Resan tar 6-8 timmar med buss. Åt öster och väster trafikeras Río Coco med långa kanotliknande båtar (pipantes) med utombordsmotorer. Det finns ingen gränsövergång till Honduras vid centralorten men däremot 22 kilometer västerut i Leimus. En flygplats (IATA: WSP) ligger mitt i staden, med passerande gator. Den 1 250 meter långa landningsbanan består av grus. Flygplatsen har ingen reguljär trafik.

## Kända personer
- Myrna Cunningham (1947-), läkare, mänskligarättighetsaktivist och feminist
- Lottie Cunningham Wren (1959-), jurist och mänskligarättighetsaktivist

## Bilder
|  |  |